# Perasia flexa
Perasia flexa är en fjärilsart som beskrevs av Achille Guenée 1852. Perasia flexa ingår i släktet Perasia och familjen nattflyn. Inga underarter finns listade i Catalogue of Life.